# 79e cérémonie des New York Film Critics Circle Awards
La 79e cérémonie des New York Film Critics Circle Awards (NYFCC Awards), décernés par le New York Film Critics Circle, a eu lieu le 3 décembre 2013, et a récompensé les films réalisés dans l'année,.

## Palmarès

### Meilleur film
- American Bluff (American Hustle)
  - Gravity
  - Her
  - Twelve Years a Slave

### Meilleur réalisateur
- Steve McQueen pour Twelve Years a Slave
  - Alfonso Cuarón pour Gravity
  - David O. Russell pour American Bluff (American Hustle)
  - Spike Jonze pour Her

### Meilleur acteur
- Robert Redford pour le rôle de l'homme dans All Is Lost
  - Chiwetel Ejiofor pour le rôle de Solomon Northup dans Twelve Years a Slave
  - Oscar Isaac pour le rôle de Llewyn Davis dans Inside Llewyn Davis

### Meilleure actrice
- Cate Blanchett pour le rôle de Jasmine dans Blue Jasmine
  - Amy Adams pour le rôle de Sydney Prosser dans American Bluff (American Hustle)
  - Adèle Exarchopoulos pour le rôle d'Adèle dans La Vie d'Adèle

### Meilleur acteur dans un second rôle
- Jared Leto pour le rôle de Rayon dans Dallas Buyers Club
  - Michael Fassbender pour le rôle d'Edwin Epps dans Twelve Years a Slave
  - James Franco pour le rôle d'Alien dans Spring Breakers

### Meilleure actrice dans un second rôle
- Jennifer Lawrence pour le rôle de Rosalyn Rosenfeld dans American Bluff (American Hustle)
  - Lupita Nyong'o pour le rôle de Patsey dans Twelve Years a Slave
  - June Squibb pour le rôle de Kate Grant dans Nebraska

### Meilleur premier film
- Ryan Coogler pour Fruitvale Station

### Meilleur scénario
- American Bluff (American Hustle) – Eric Singer et David O. Russell

### Meilleure photographie
- Inside Llewyn Davis – Bruno Delbonnel

### Meilleur film en langue étrangère
- La Vie d'Adèle  France
  - Le Passé  Iran
  - La grande bellezza  Italie

### Meilleur film d'animation
- Le vent se lève (風立ちぬ, Kaze tachinu)
  - La Reine des neiges (Frozen)
  - Monstres Academy (Monsters University)

### Meilleur film documentaire
- Stories We Tell
  - The Act of Killing
  - Twenty Feet from Stardom

### Special Award
- Frederick Wiseman

## Statistiques

### Nominations multiples
5 : Twelve Years a Slave
4 : American Bluff
2 : Gravity, Her, Inside Llewyn Davis, La Vie d'Adèle

### Récompenses multiples
3 : American Bluff